# Владимир Костић
Владимир Костић (Београд, 18. октобар 1953) српски је неуролог, универзитетски професор и академик. Костић је редовни професор Медицинског факултета Универзитета у Београду, академик и председник САНУ од 2015 године до 2023.

## Биографија
Владимир Костић је син Светислава, педијатра и професора Медицинског факултета. Завршио је 14. београдску гимназију и био носилац Вукове дипломе и ђак генерације. Играо је кошарку. Завршио је Медицински факултет у Београду, где је и докторирао (1986).
Редовни је професор Медицинског факултета у Београду и директор Клинике за неурологију Клиничког центра Србије.
Био је декан Медицинског факултета (2002-2004). Редовни је члан САНУ и више домаћих и иностраних научних друштава.
Држао је предавања на универзитетима у иностранству: Грчка, САД, Израел, Словенија, Мађарска, Чешка и Кипар.
У истраживањима је оријентисан на проучавање дегенеративних процеса код можданих ћелија, као код Паркинсонове, Алцхајмерове и Хантингтонове болести. Објављује радове у иностраним часописима.
Његова библиографија износи преко 560 библиографских јединица.
У јануару 2021. група грађана је протестовала испред зграде САНУ због спорне Костићеве изјаве да Косово „дејуре и дефакто није наше”.

## Награде
- Октобарска награда града Београда (1988. и 1994)[6]
- Годишња награда Српског лекарског друштва за научно-истраживачки рад (1997)[6]
- Награда „Проф. др Војислав Стојановић“ Удружења универзитетских професора и научника Србије, за изузетне резултате постигнуте у научно-истраживачком раду (2010)[6]
- Награда за свеукупни научни допринос, установљена од стране Медицинског факултета Универзитета у Београду (2011)[6]
- Награда „Лаза Лазаревић“, Друштво неуролога Србије (2013)[6]
- Медаља САНУ, 2023.[7]

## Одабрана дела
- Marinković S, Ilić A, Milisavljević M, Kostić VS. Funkcionalna i topografska neuroanatomija. Savremena administracija, Beograd, 1988.
- Kostić VS, Šternić N. Terapija nevoljnih pokreta. Savremena administracija, Beograd, 1990.
- Mršulja BB, Kostić VS. Neurohemija u neurološkim bolestima. Medicinska knjiga, Beograd, 1994.
- Kostić VS. Parkinsonova bolest i parkinsonizam. CIBIF, Beograd, 1998.
- Živković M, Šternić N, Kostić VS. Ishemička bolest mozga. Zavod za udžbenike i nastavna sredstva, Beograd, 2000.
- Stefanova, Elka D; Kostic, Vladimir S; Ziropadja, Ljubomir; Markovic, Milan (2000), „Visuomotor Skill Learning on Serial Reaction Time Task in Patients With Early Parkinson's Disease”, Movement Disorders, Movement Disorders: Raven Press, 15 (6): 1095—1103, ISSN 0885-3185, OCLC 92738885, PMID 11104191, S2CID 241657, doi:10.1002/1531-8257(200011)15:6<1095::AID-MDS1006>3.0.CO;2-R
- Kozic, Dusko; Kostic, Vladimir S (2001), „IMAGES IN NEUROLOGY - Crossed Cerebrocerebellar Atrophy”, Archives of Neurology, Archives of Neurology: Chicago, American Medical Association, 58 (11): 1929—1930, ISSN 0003-9942, OCLC 96596879, PMID 11709005, doi:10.1001/archneur.58.11.1929
- Kostić VS i sar. Neurologija za studente medicine. Izdavačka delatnost Medicinskog fakulteta, Beograd, 2007.
- Petrovic, Natasa Cerovac Igor; Klein, Christine; Kostic, Vladimir S (2007), „Delayed-onset dystonia due to perinatal asphyxia: A prospective study”, Movement Disorders, Movement Disorders.: Raven Press, 22 (16): 2426—2429, ISSN 0885-3185, OCLC 190754323, PMID 17894340, S2CID 1558644, doi:10.1002/mds.21747